# Światłocienie
Światłocienie – pierwszy singel amerykańsko-polskiego piosenkarza Krystiana Ochmana z jego debiutanckiego albumu studyjnego, zatytułowanego Ochman. Singel został wydany 5 grudnia 2020.
Nagranie otrzymało w Polsce status złotego singla, przekraczając liczbę 10 tysięcy sprzedanych kopii.

## Powstanie utworu i historia wydania
Utwór napisali i skomponowali Krystian Ochman, Tomasz Kulik i Adam Wiśniewski, który również odpowiada za produkcję piosenki.
Singel ukazał się w formacie digital download 5 grudnia 2020 w Polsce za pośrednictwem wytwórni płytowej Universal Music Polska. Piosenka została umieszczona na debiutanckim albumie studyjnym Ochmana – Ochman.
Piosenka znalazła się w grupie dziewięciu polskich propozycji, spośród których polski oddział stowarzyszenia OGAE wyłaniał reprezentanta kraju na potrzeby plebiscytu OGAE Song Contest 2021.
28 listopada 2020 singel został wykonany premierowo w półfinałowym odcinku programu The Voice of Poland, w którym piosenkarz brał udział. Kilka dni później utwór został zaprezentowany w finale tego samego programu. 6 grudnia 2020 wykonał piosenkę telewidzom stacji TVP2 w programie Pytanie na śniadanie. 25 sierpnia 2021 kompozycja została wykonana na żywo w ramach jesiennej ramówki TVP. 18 czerwca 2022 wystąpił z piosenką podczas 59. Krajowego Festiwalu Piosenki Polskiej w Opolu.
Utwór znalazł się na polskich składankach m.in. Bravo Hits: Muzyka Polska. Volume 2 (wydana 18 listopada 2022).

## Teledysk
Do utworu powstał teledysk w reżyserii Diega Zayara, który udostępniono 18 grudnia 2020 za pośrednictwem serwisu YouTube. 

## Lista utworów
- Digital download[2]

1. „Światłocienie” – 2:48

## Certyfikaty
| Kraj          | Certyfikat  | Sprzedaż |
| ------------- | ----------- | -------- |
| Polska (ZPAV) | złota płyta | 10 000+  |

## Lights in the Dark
Lights in the Dark – singel promocyjny amerykańsko-polskiego piosenkarza Krystiana Ochmana z jego debiutanckiego albumu studyjnego, zatytułowanego Ochman. Singel został wydany 28 kwietnia 2021. Utwór jest angielską wersją singla „Światłocienie”.
Kompozycja została umieszczona na debiutanckim albumie studyjnym – Ochman i pierwszym minialbumie pt. Ochman.

### Lista utworów
- Digital download[15]

1. „Lights in the Dark” – 2:46
2. „Światłocienie” – 2:48